# Cuando Cubango
Cuando Cubango je druhou největší provincií Angoly. Leží v jihovýchodním cípu země na hranici se Zambií na západě a Namibií na jihu. Hlavní město provincie se jmenuje Menongue. Poblíž druhého největšího města této provincie Cuito Cuanavale byla mezi vládními vojsky a Kubánci na jedné straně a UNITA a Jihoafričany na straně druhé na podzim roku 1988 svedena největší tanková bitva od druhé světové války.